# Élections municipales brisbaniennes de 2024
Les élections municipales brisbaniennes de 2024 ont eu lieu le 16 mars 2024 pour élire le Lord-maire de Brisbane et les 26 conseillers du Conseil municipal de Brisbane.
Le Lord-maire sortant Adrian Schrinner, à la tête d'une majorité Libéral national au Conseil, a été réélu. Les deux candidats de l'opposition étaient Tracey Price, la candidate Travailliste, et Jonathan Sriranganathan, le candidat des Verts.